# Wiatr słoneczny

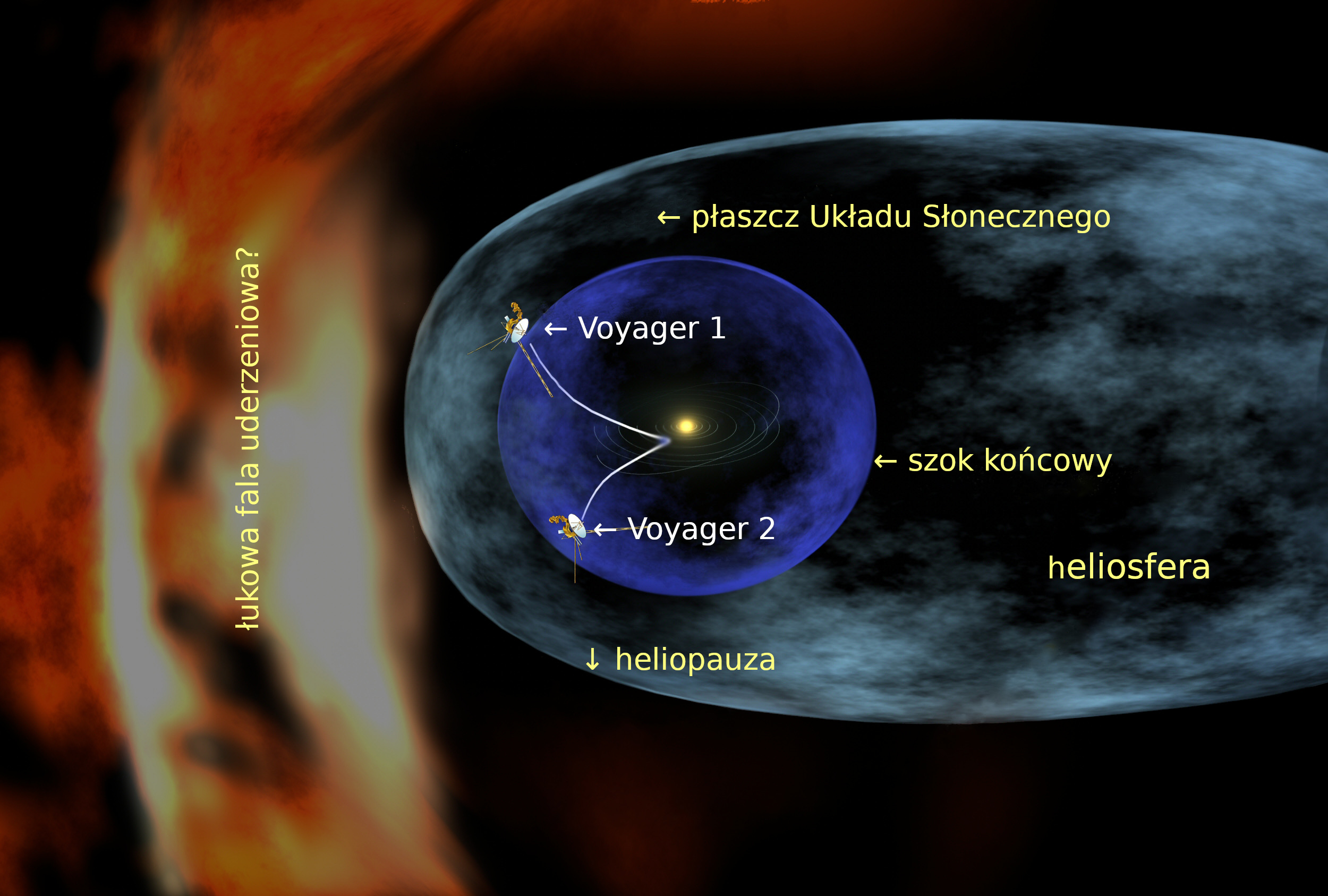
Struktura heliosfery, czyli obszaru, w którym dominuje wiatr słoneczny

Wiatr słoneczny – strumień plazmy wypływający ze Słońca, składający się przede wszystkim z protonów, elektronów i cząstek alfa. Protony spokojnej fazy wiatru mają energię około 0,5 keV, zaś podczas rozbłysków rejestrowane są cząstki o energii do 1 GeV. Wiatr słoneczny rozchodzi się promieniście we wszystkich kierunkach. Badania sondy Ulysses wykazały, że w płaszczyźnie słonecznego równika prędkość wiatru jest średnio ponad dwukrotnie mniejsza, niż na szerokościach heliograficznych obszaru polarnego. Podczas szczytu aktywności słonecznej, gdy zanikają polarne dziury koronalne, prędkość wiatru emitowanego w kierunku bliskim osi obrotu Słońca zmniejsza się.
Ruch cząstek deformowany jest przez pole magnetyczne przede wszystkim samego Słońca oraz wiatr z pobliskich gwiazd, w wyniku czego nie jest zachowana symetria sferyczna wypływu (przestrzeń „wypełniana” wiatrem słonecznym nie jest kulą). Spiralny kształt linii pola magnetycznego Słońca powoduje, że wiatr słoneczny propaguje się z większą prędkością, niż wielkość składowej radialnej, a zasięg tej emisji ograniczony jest przez wiatr gwiazdowy innych gwiazd.
Wiatr słoneczny odkształca magnetosferę Ziemi, zaś obłoki plazmy emitowane podczas rozbłysków, będące formą zaburzenia np. gęstości i prędkości wiatru, powodują burze magnetyczne.

## Właściwości wiatru słonecznego
Skład ilościowy jonów w wietrze słonecznym jest taki sam jak korony słonecznej.
W pobliżu Ziemi prędkość wiatru słonecznego waha się od 200 do 889 km/s, a wartość średnia wynosi 450 km/s. Wiatr słoneczny unosi ze Słońca materię w tempie 1×109 kg/s.

## Zasięg wiatru
Na długo przed osiągnięciem granicy heliosfery cząstki wiatru słonecznego zaczynają oddziaływać z cząstkami ośrodka międzygwiazdowego, wytwarzając stacjonarną falę uderzeniową, jeżeli prędkość propagacji cząstek docierających z zewnątrz jest większa niż lokalna prędkość dźwięku.
Obszar ten nazywany jest szokiem końcowym, otacza on orbity wszystkich planet i obiektów pasa Kuipera. Jego istnienie zostało potwierdzone na początku lat 90. poprzez zarejestrowanie emisji w zakresie 2-3 kHz. Obszar między szokiem końcowym a heliopauzą to tzw. płaszcz Układu Słonecznego. Poza heliopauzą ciśnienie wiatru od innych gwiazd przewyższa ciśnienie wiatru słonecznego, ale część cząstek może przedostawać się w obydwu kierunkach. Cząstki o bardzo dużych energiach są przyspieszane przez pole galaktyczne w innym zakresie energii, niż spokojnej fazy wiatru słonecznego czy gwiazdowego, nie zaburzanej przez rozbłyski. 

## Wpływ na pole magnetyczne Ziemi
Wiatr słoneczny deformuje kształt magnetosfery Ziemi, która rozciąga się daleko w przestrzeń międzyplanetarną, w kierunku odsłonecznym.

## Pogoda kosmiczna
Silna i szybka zmienność wiatru słonecznego powoduje znaczne zaburzenia w warunkach okołoziemskich. Przykładowo, poziom promieniowania jonizującego może ulegać zmianie o czynnik sto czy tysiąc, a zmienny kształt i położenie magnetopauzy może powodować okresowe narażenie satelitów geostacjonarnych na bombardowanie przez cząsteczki wiatru. To zjawisko jest ogólnie nazywane pogodą kosmiczną. Te warunki pogodowe istotnie zależą od fazy aktywności słonecznej, manifestującej się w zmiennej liczbie plam na Słońcu.